# قمری زمینی بال‌سیاه
قمری زمینی بال‌سیاه (نام علمی: Metriopelia melanoptera) گونه‌ای از پرندگان خانواده کبوتران (Columbidae) است که در آرژانتین، بولیوی، شیلی، کلمبیا، اکوادور و پرو یافت می‌شود.

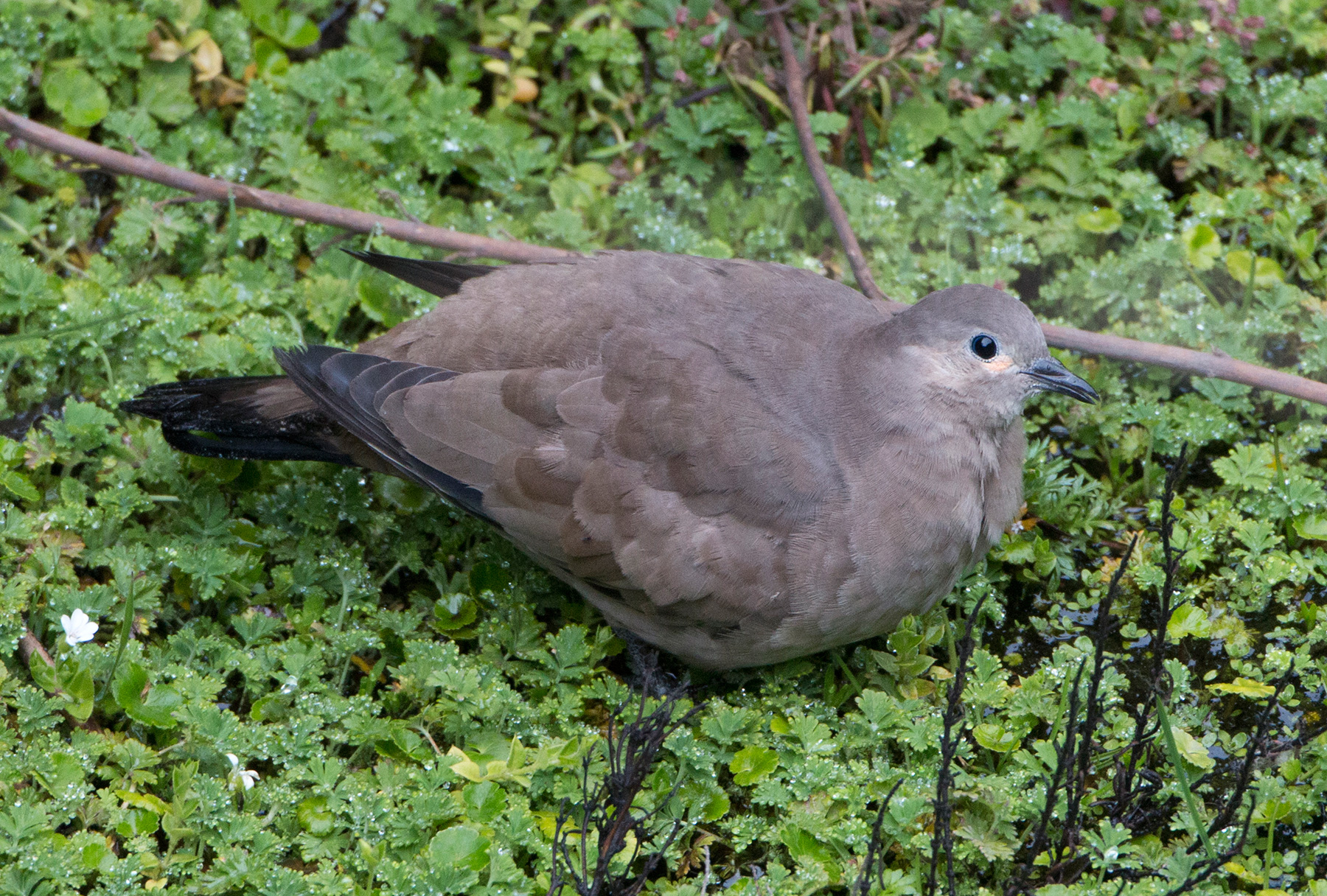
قمری زمینی بال‌سیاه، دامنه‌های پایین چیمبورازو، اکوادور